# Oscar Gullberg
Oscar Wilhelm Gullberg, född 2 december 1890 i Älvdalen, Kopparbergs län, död 4 juni 1985, var en svensk målare.
Han var son till målarmästaren H Gullberg och Anna Jansson och gift första gången 1925 med Karin Henriksson och andra gången från 1940 till sin död med Margit Tengbom. Gullberg studerade vid Althins och Wilhelmsons målarskolor i Stockholm 1918–1920 samt vid Académie Ranson i Paris 1921 och under studieresor till bland annat Nederländerna, Tyskland, Spanien och Grekland. Separat ställde han ut första gången i Västerås 1921 och har därefter ställt ut separat på ett flertal gallerier i de större svenska städerna. Han medverkade i samlingsutställningar med Sveriges allmänna konstförening och flerfaldiga gånger med Dalarnas konstförening. Hans konst består av porträtt, stadsbilder från Stockholm, småländska insjöar, skånska bokskogar och idyllmåleri med motiv från länderna kring Medelhavet samt några enstaka blomsterstilleben.  